# Endrio Leoni
Endrio Leoni (* Dolo, 22 de agosto de 1968). Foi um ciclista italiano, profissional entre 1990 e 2002, cujos maiores sucessos desportivos conseguiu-os no Giro d'Italia onde conseguiu 4 vitórias de etapa, e na Volta a Espanha onde se adjudicou outro triunfo de etapa.

## Palmarés
| 1992 - 2 etapas no Giro d'Italia - 1 etapa na Settimana Coppi e Bartali 1993 - 1 etapa na Tirreno-Adriático - 1 etapa do Giro de Puglia 1994 - 2 etapas no Giro d'Italia - 1 etapa na Volta a Espanha 1996 - 3º no Campeonato da Itália de Ciclismo em Estrada 1997 - 1 etapa na Tirreno-Adriático - 1 etapa na Volta aos Países Baixos 1999 - Grande Prêmio Costa dos Etruscos - 1 etapa na Volta a Portugal | 2000 - G.P. de Denain - Porec Trophy 1 - Porec Trophy 2 - Scheldeprijs Vlaanderen - 1 etapa na Volta a Múrcia 2001 - 2 etapas na Tirreno-Adriatico - 3 etapas na Volta ao Algarve - Scheldeprijs Vlaanderen - 1 etapa na Volta a Múrcia - 1 etapa na Volta a Castela e Leão 2002 - 2 etapas na Volta a Andaluzia |

## Equipas
- Jolly Componibili-Clube 88 (1990-1993)
- Jolly Componibili-Cage (1994)
- Brescialat (1995)
- Aki-Gipiemme (1996)
- Aki-Safi (1997)
- Ballan (1998)
- Liquigas (1999)
- Alessio (2000-2002)

## Resultados em Grandes Voltas e Campeonato do Mundo
| Carreira                       | 1991 | 1992 | 1993 | 1994 | 1995 | 1996 | 1997 | 1998 | 1999 | 2000 | 2001 |
| ------------------------------ | ---- | ---- | ---- | ---- | ---- | ---- | ---- | ---- | ---- | ---- | ---- |
| Giro d'Italia                  | 133º | Ret  | 106º | Ret  | -    | -    | Ret  | Ret  | Ret  | -    | Ret  |
| Tour de France                 | -    | -    | -    | -    | -    | -    | -    | -    | -    | -    | -    |
| Volta a Espanha                | -    | -    | -    | Ret  | -    | -    | Ret  | -    | Ret  | Ret  | Ret  |
| Campeonato do Mundo em estrada | -    | -    | -    | -    | -    | -    | -    | -    | -    | -    | -    |